# Levin Holle

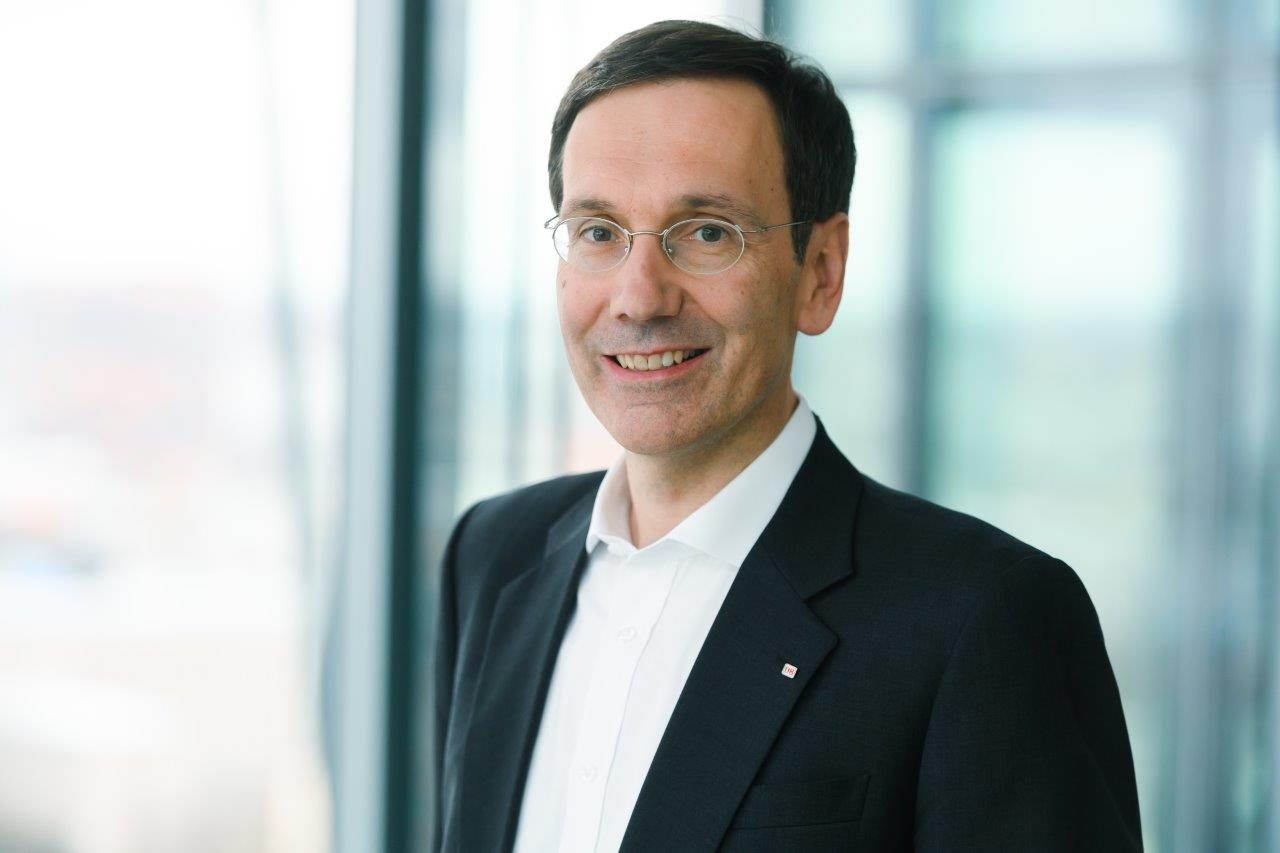
Levin Holle (2020)

Levin Johannes Ludwig Holle (* 7. Mai 1967 in Düsseldorf) ist ein deutscher Manager und Ministerialbeamter . Seit Mai 2025 ist er Leiter der Abteilung für Wirtschafts- und Finanzpolitik im Bundeskanzleramt und damit Wirtschafts- und Finanzpolitischer Berater von Bundeskanzler Friedrich Merz. Zuvor war er zwischen Februar 2020 und Mai 2025 Finanzvorstand der Deutschen Bahn AG.

## Leben
Holle wuchs in Essen und Hanau auf. Nach dem Abitur 1986 und dem Wehrdienst studierte er Volkswirtschaft und Jura in Freiburg und Göttingen. Von 1994 bis 1996 absolvierte er sein juristisches Referendariat am Kammergericht Berlin mit Stationen in Südafrika und den Vereinigten Staaten. 1996 promovierte er mit einer Arbeit über das Verfassungsgericht in Südafrika.
Ab 1997 war Holle für die Boston Consulting Group tätig. Inhaltlich konzentrierte er sich auf große Transformationsprojekte im Finanzsektor und den Finanzbereich von Unternehmen. 2012 wechselte er in das Bundesministerium der Finanzen, wo er bis 2020 tätig war. Unter Wolfgang Schäuble leitete er die Abteilung Finanzmarktpolitik und war unter anderem für die Aufsicht der BaFin und der KfW verantwortlich.
Anfang 2018 wurde Holle in den Aufsichtsrat der Deutschen Bahn berufen. Zum 1. Februar 2020 wurde er Vorstand für Finanzen und Logistik des Konzerns. Im März 2022 wurde sein Vertrag zunächst bis 2028 verlängert. Nach Holles Wechsel ins Bundeskanzleramt übernahm Martin Seiler kommissarisch die Funktion des Finanzvorstandes.
Am 6. Mai 2025 wurde Holle zum Abteilungsleiter 4 (Wirtschafts- und Finanzpolitik) im Bundeskanzleramt ernannt. Zudem ist er als persönlicher Beauftragter des Bundeskanzlers deutscher Sherpa der G7- und G20-Gipfel. Als Sherpa folgte Holle auf Holger Fabig.